# Liste der Baudenkmale in Märkische Höhe
In der Liste der Baudenkmale in Märkische Höhe sind alle Baudenkmale der brandenburgischen Gemeinde Märkische Höhe. Grundlage ist die Veröffentlichung der Landesdenkmalliste mit dem Stand vom 31. Dezember 2020.

## Baudenkmale in den Ortsteilen
In den Spalten befinden sich folgende Informationen:
- ID-Nr.: Die Nummer wird vom Brandenburgischen Landesamt für Denkmalpflege vergeben. Ein Link hinter der Nummer führt zum Eintrag über das Denkmal in der Denkmaldatenbank. In dieser Spalte kann sich zusätzlich das Wort Wikidata befinden, der entsprechende Link führt zu Angaben zu diesem Denkmal bei Wikidata.
- Lage: die Adresse des Denkmales und die geographischen Koordinaten. Link zu einem Kartenansichtstool, um Koordinaten zu setzen. In der Kartenansicht sind Denkmale ohne Koordinaten mit einem roten beziehungsweise orangen Marker dargestellt und können in der Karte gesetzt werden. Denkmale ohne Bild sind mit einem blauen bzw. roten Marker gekennzeichnet, Denkmale mit Bild mit einem grünen beziehungsweise orangen Marker.
- Bezeichnung: Bezeichnung in den offiziellen Listen des Brandenburgischen Landesamtes für Denkmalpflege. Ein Link hinter der Bezeichnung führt zum Wikipedia-Artikel über das Denkmal.
- Beschreibung: die Beschreibung des Denkmales
- Bild: ein Bild des Denkmales und gegebenenfalls einen Link zu weiteren Fotos des Baudenkmals im Medienarchiv Wikimedia Commons

### Batzlow
| ID-Nr.            | Lage                        | Bezeichnung | Beschreibung                                                        | Bild           |
| ----------------- | --------------------------- | ----------- | ------------------------------------------------------------------- | -------------- |
| 09180362 Wikidata | Batzlower Dorfstraße (Lage) | Dorfkirche  | Die evangelische Kirche stammt aus dem Anfang des 14. Jahrhunderts. | weitere Bilder |

### Reichenberg
| ID-Nr.            | Lage                  | Bezeichnung                                        | Beschreibung                                     | Bild           |
| ----------------- | --------------------- | -------------------------------------------------- | ------------------------------------------------ | -------------- |
| 09180631 Wikidata | (Lage)                | Dorfkirche                                         |                                                  | weitere Bilder |
| 09180632 Wikidata | Mittelstraße 9 (Lage) | Gutsanlage mit Herrenhaus, Park und Wirtschaftshof | Teile der Gutsanlage mit Herrenhaus, Reichenberg | weitere Bilder |

### Ringenwalde
| ID-Nr.   | Lage   | Bezeichnung | Beschreibung | Bild           |
| -------- | ------ | ----------- | --- | -------------- |
| 09180637 | (Lage) | Dorfkirche  | Die evangelische Kirche stammt aus der zweiten Hälfte des 13. Jahrhunderts. Im Jahre 1891 wurde die Kirche im neugotischen Stil umgebaut. | weitere Bilder |